# الجمعية الأردنية لجراحي العظام
الجمعية الأردنية لجراحي العظام (بالإنجليزية: Jordan Orthopedic Association)‏ هي جمعية علمية طبية أردنية تأسست سنة 1984 كجمعية اختصاص مستقلة تحت مظلة نقابة الأطباء الأردنية، تشمل اختصاصيي جراحة العظام في القطاع الخاص والعام (وزارة الصحة والخدمات الطبية الملكية والجامعات). بلغ عدد أعضاء الجمعية عند تأسيسها ثلاثين عضواً.
تجتمع الهيئة العامة للجمعية دورياً كل عام حيث تقوم بمناقشة عمل الهيئة الإدارية وتقديم التوصيات في كافة أمور الجمعية، وتقوم الهيئة العامة كل سنتين بانتخاب هيئة إدارية جديدة مكونة من رئيس للجمعية وستة أعضاء آخرين للهيئة الإدارية التي تقوم بتنفيذ قرارات الهيئة العامة والأمور الإدارية الأخرى. كما تقوم الجمعية بالتنسيق مع نقابة الأطباء في جميع الأمور المهنية. تعقد الجمعية لقاء علمي شهري في العاصمة عمان.
شاركت الجمعية الأردنية لجراحي العظام في تأسيس كل من الرابطة العربية لجراحة العظام سنة 1993، وفرع الأردن للجمعية العالمية لمعالجة الكسور (AO) سنة 2004، كما انضمت الجمعية إلى اتحاد الجمعيات الأوروبية لجراحة العظام كعضو علمي مشارك سنة 2008.

## وصلات خارجية
- موقع الجمعية على الشبكة الدولية للمعلومات (الإنترنت)